# Orkiestry w Bydgoszczy

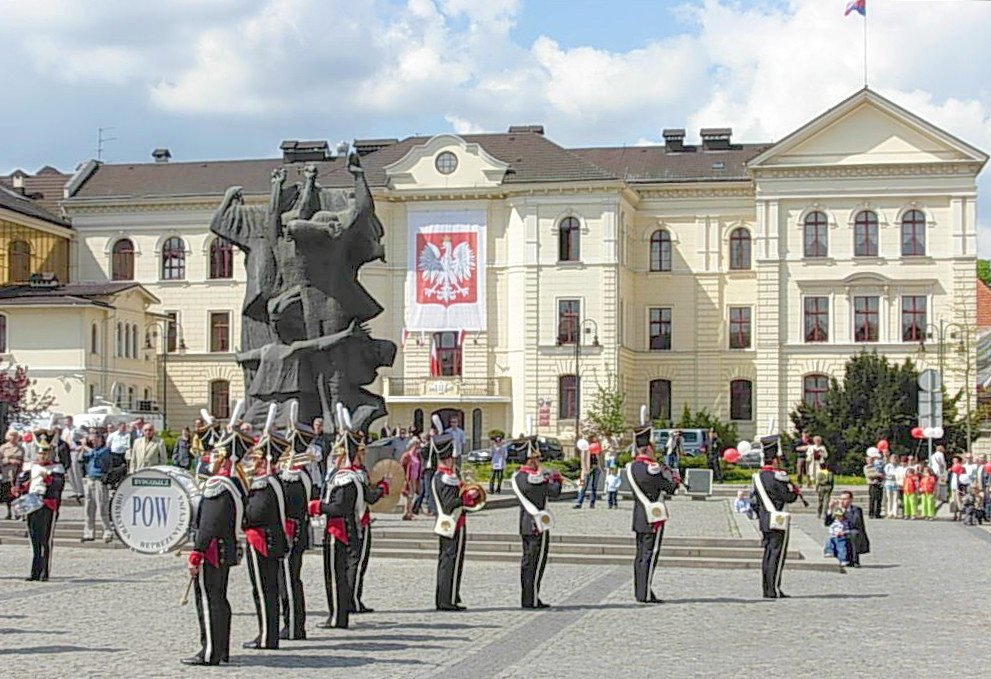
Orkiestra Reprezentacyjna Pomorskiego Okręgu Wojskowego w strojach z okresu Księstwa Warszawskiego (2008)

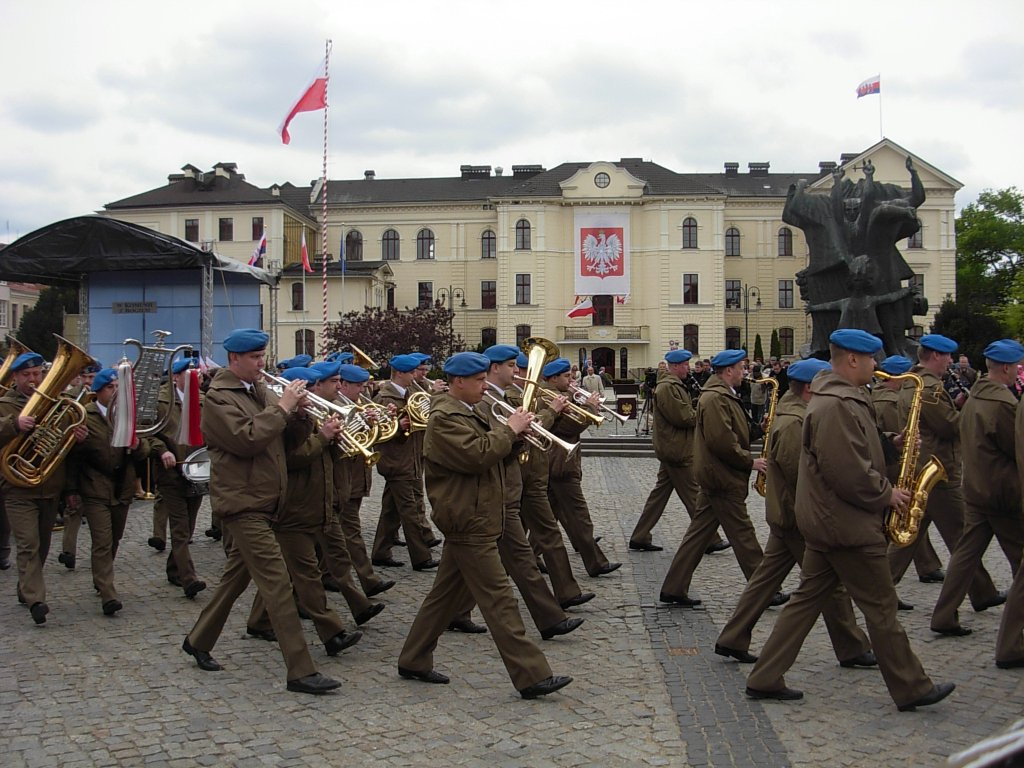
Orkiestra Pomorskiego Okręgu Wojskowego w czasie obchodów 3 Maja 2011 r. na Starym Rynku w Bydgoszczy

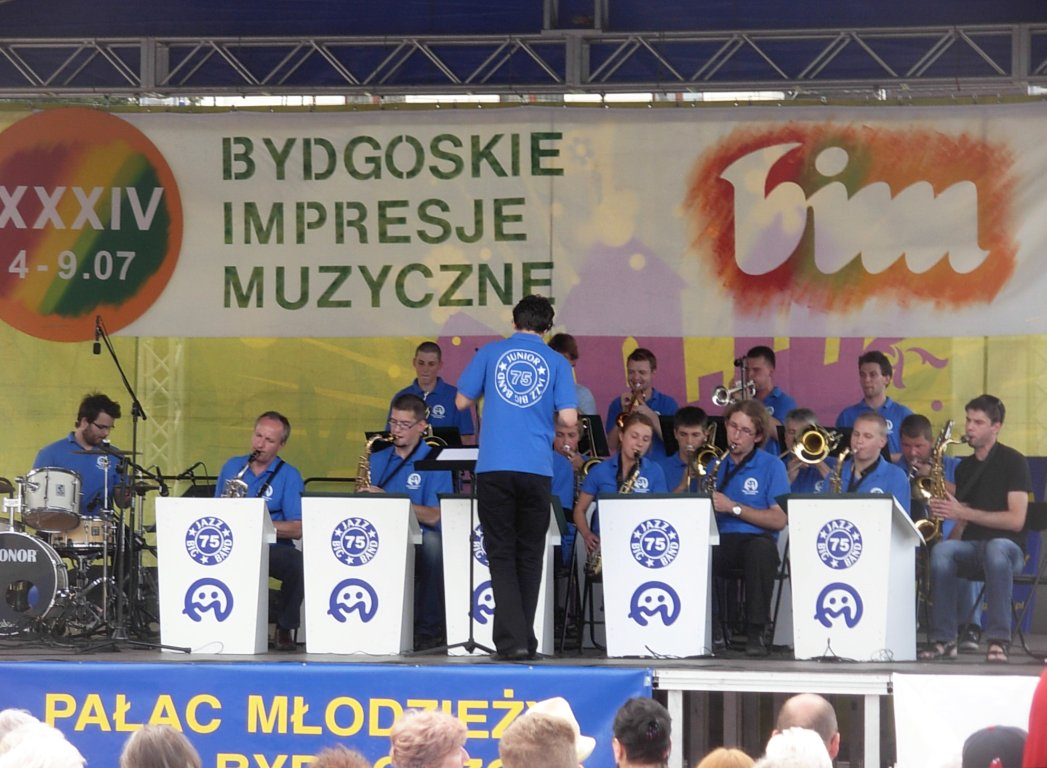
Koncert zespołu Junior Jazz Big Band podczas Bydgoskich Impresji Muzycznych w 2011

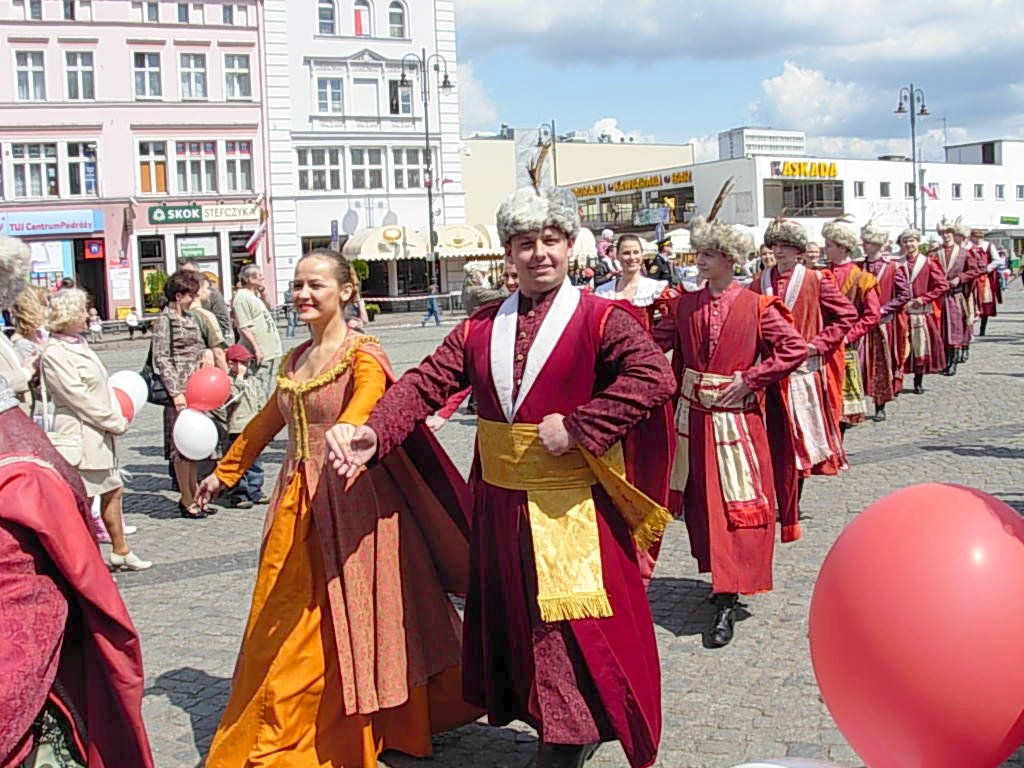
Zespół Pieśni i Tańca Ziemi Bydgoskiej w czasie obchodów 3 Maja 2007 r. na Starym Rynku w Bydgoszczy

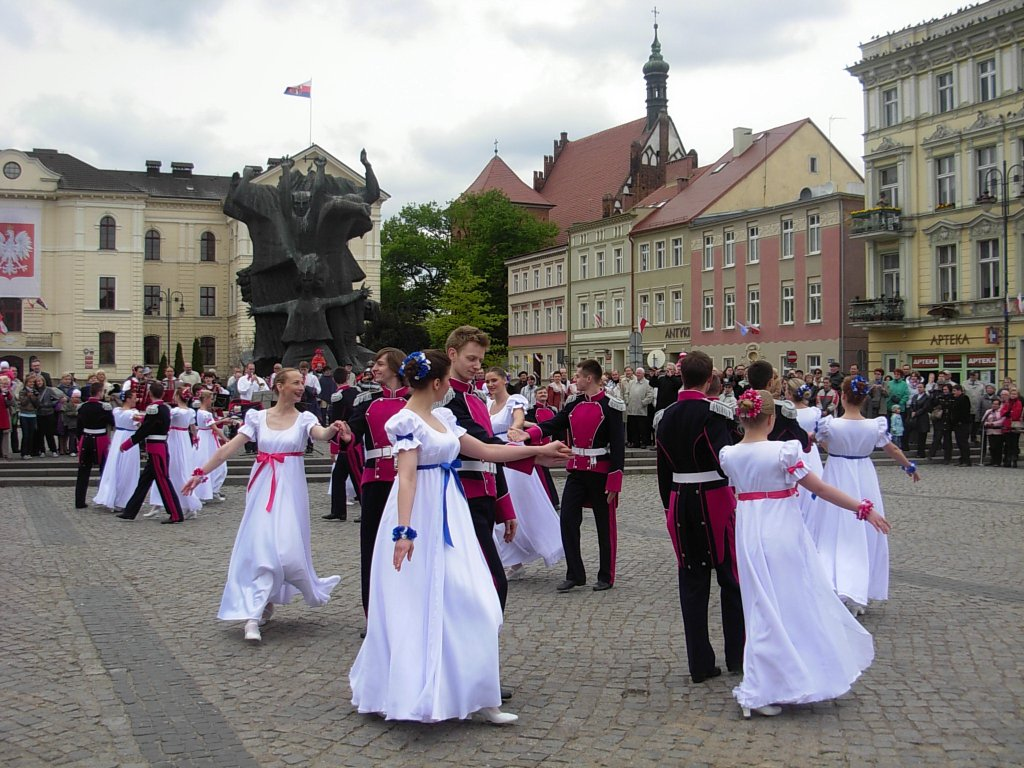
Zespół Pieśni i Tańca Ziemi Bydgoskiej w czasie obchodów 3 Maja 2011 r. na Starym Rynku w Bydgoszczy

Orkiestry stanowią część życia muzycznego w Bydgoszczy. Typy orkiestr obecne w Bydgoszczy to zarówno małe zespoły kameralne, instrumentalne zespoły muzyki dawnej (orkiestry barokowe), orkiestry dęte, big bandy oraz zespoły symfoniczne, z których największa Orkiestra Symfoniczna Filharmonii Pomorskiej liczy ok. 100 osób. Większość bydgoskich orkiestr jest zrzeszona w Polskim Związku Chórów i Orkiestr.

## Tradycje
Próby organizacji zawodowej orkiestry miejskiej w Bydgoszczy podejmowano już w końcu XIX wieku. W 1898 r. powstało niemieckie Towarzystwo Orkiestrowe. Począwszy od lat 80. XIX w. do miasta przybywali znani w świecie soliści i zespoły, m.in.: 80-osobowa orkiestra z mediolańskiej „La Scali” pod dyrekcją Pietro Mascagniego (1899), orkiestra Johanna Straussa, kierowana przez syna słynnego muzyka – Eduarda Straussa (1900), orkiestra z Meiningen, pod dyrekcją Hansa von Bülowa (1885) i Maxa von Regera (1912). W 1905 r. powołano pierwszy zawodowy zespół orkiestralny w Bydgoszczy, złożony z pedagogów Bydgoskiego Konserwatorium Muzycznego. Na jego czele stanęli: Arnold Schattschneider, Wilhelm von Winterfeld i Emil Bergman.
Po włączeniu Bydgoszczy do odrodzonego państwa polskiego w 1920 r. wydarzeniami artystycznymi były koncerty symfoniczne zespołów gościnnych. Działające w Bydgoszczy towarzystwa niemieckie zapraszały orkiestry zespoły operowe, kameralne i solistów, głównie z Berlina, Drezna, Gdańska i Królewca. Polskie środowisko muzyczne dążyło do powołania własnej, miejskiej orkiestry symfonicznej. Gdy w 1922 r. zawiązało się Bydgoskie Towarzystwo Muzyczne, jedną z jego sekcji była sekcja orkiestralna pod kierownictwem Zygmunta Urbanyi. Jednakże mimo usilnych starań, nie doszło w latach 20. do powstania zespołu symfonicznego, zdolnego do produkcji na wysokim poziomie artystycznym. W międzyczasie zadowalała gusty melomanów agenda koncertowa Towarzystwa Muzycznego, która do 1930 r. organizowała systematycznie występy z oddziałem wybitnych polskich i zagranicznych artystów, koncerty orkiestr miejscowych, wojskowych, orkiestry Bydgoskiego Konserwatorium Muzycznego pod dyrekcją Wilhelma von Winterfelda, a także orkiestr z innych miast, jak np. orkiestry Teatru Wielkiego w Poznaniu.
W styczniu 1936 r., dzięki społecznej inicjatywie muzyków, zawiązała się, na zasadzie dobrowolności – Miejska Orkiestra Symfoniczna. Pierwotnie zespołem dyrygował kapelmistrz Teatru Miejskiego Karol Kulecki, a następnie dyrektor Bydgoskiego Konserwatorium Muzycznego Wilhelm von Winterfeld, który przewodniczył inauguracyjnemu koncertowi 8 maja 1936 r. w sali „Strzelnicy” przy ul. Toruńskiej. Podstawy organizacyjne i fachowe dla utrzymania i rozwoju bydgoskiej orkiestry symfonicznej dał w następnych latach jej kolejny dyrygent Alfons Rezler. Zasilił on zespół profesorami Miejskiego Konserwatorium Muzycznego, zdolniejszymi uczniami i instrumentalistami orkiestr wojskowych. W 1938 r. mecenat nad orkiestrą objęło Towarzystwo Muzyczne w Bydgoszczy, a władze samorządowe miasta udzielały zespołowi wydatnej pomocy. Oprócz miejskiej orkiestry własne zespoły symfoniczne posiadały: Miejskie Konserwatorium Muzyczne i Bydgoskie Konserwatorium Muzyczne. Koncerty dawały także orkiestry i zespoły organizowane przez Agencję Koncertową Towarzystwa Muzycznego w Bydgoszczy oraz orkiestry sprowadzane przez mniejszość niemiecką. Oprócz zespołów symfonicznych, istniało kilkadziesiąt orkiestr dętych amatorskich i zawodowych. Wyróżniały się zwłaszcza orkiestry wojskowe – pułkowe stacjonujących w Bydgoszczy jednostek, orkiestra kolejowa, a także orkiestry szkolne i zakładowe. Od 1926 do 1939 r. na Placu Wolności, naprzeciw fontanny „Potop” odbywały się co tydzień godzinne koncerty orkiestry 61 lub 62 Pułku Piechoty Wielkopolskiej, zaś co niedzielę – koncerty leśne w Lesie Gdańskim.
W okresie międzywojennym istniała w Bydgoszczy niemiecko-polska orkiestra teatralna, zapewniająca oprawę muzyczną spektakli teatralnych, operetek i wodewili wystawianych przez Deutsche Bühne (Scenę Niemiecką). Jednocześnie przy Teatrze Miejskim podobną rolę spełniały polskie orkiestry wojskowe. Orkiestra 62 Pułku Piechoty Wielkopolskiej występowała w operetkach w sezonie 1921–1922, zaś w latach 1923–1926 orkiestra 61 Pułku Piechoty Wielkopolskiej. W latach 1927–1930 w Teatrze grała orkiestra 15 Wielkopolskiego Pułku Artylerii Polowej, a w latach 30. ponownie Orkiestra 61 PP Wlkp. pod dyrekcją kapelmistrza por. Pawła Kuczery, Leona Turkiewicza, a od 1933 r. Karola Kuleckiego.
II wojna światowa i lata okupacji zniszczyły dorobek bydgoskich zespołów, w tym Miejskiej Orkiestry Symfonicznej. Alfons Rezler poległ w kampanii wrześniowej, wielu muzyków zginęło, inni rozproszyli się po świecie. W 1940 r. przy Teatrze Miejskim Niemcy założyli własną Miejską Orkiestrę Symfoniczną, która poza oprawą spektakli muzycznych, oferowała co roku kilkanaście koncertów symfonicznych.
Po zakończeniu wojny wykonawcą „artystycznego testamentu” Alfonsa Rezlera stał się jego młodszy brat – Arnold, przybyły do Bydgoszczy z Wilna. W maju 1945 r. zorganizował on zespół muzyczny, zalążek przyszłej orkiestry radiowej w Bydgoszczy, a rok później orkiestrę symfoniczną. Wraz z nim przyjechał Jerzy Jasieński, recenzent muzyczny bydgoskiego miesięcznika kulturalnego „Arkona”, przyszły dyrektor administracyjny Pomorskiej Orkiestry Symfonicznej. Kilkunastoosobowa grupa muzyków Arnolda Rezlera rozrosła się w ciągu kilku miesięcy i z orkiestry salonowej grającej popularny repertuar narodziła się Orkiestra Symfoniczna Polskiego Radia. W latach 1945–1955 była wizytówką artystycznej Bydgoszczy na arenie ogólnopolskiej, zyskując za pośrednictwem fal rozgłośni dużą renomę w kraju, a nawet za granicą. Oficjalny jej debiut w eterze nastąpił 1 lipca 1945 roku. Gdy w 1950 r. pojawiły się magnetofony w rozgłośni PR – rozpoczął się drugi etap działalności orkiestry. Zaczęli do Bydgoszczy przyjeżdżać znani soliści i śpiewacy, by nagrywać najlepsze pozycje swego repertuaru z towarzyszeniem doświadczonej w studyjnej pracy orkiestry, m.in.: Wanda Wermińska, Antonina Kawecka, Bogdan Paprocki, Andrzej Hiolski, Jerzy Sergiusz Adamczewski, Maria Fołtyn, Władysław Kędra, Stanisław Szpinalski, Barbara Hesse-Bukowska, Bogusław Gimpel i inni. Dyrygentami Orkiestry Radiowej poza Arnoldem Rezlerem byli także: Henryk Czyż, Walerian Pawłowski i Zdzisław Wendyński.
Muzycy Rezlera, począwszy od 1946 r. współtworzyli nowo powstałą Miejską Orkiestrę Symfoniczną. Szczególną okolicznością, która zadecydowała o podjęciu przez władze miasta Bydgoszczy decyzji o utworzeniu tej orkiestry były obchody 600-lecia nadania praw miejskich miastu przez króla Kazimierza Wielkiego. Wiosną 1945 r. przy Rozgłośni Pomorskiej Polskiego Radia w Bydgoszczy powstała tzw. Mała Orkiestra Symfoniczna pod kierownictwem Arnolda Rezlera. Pierwszy jej występ odbył się w marcu 1946 r. w auli Gimnazjum Kupieckiego w Bydgoszczy. Jednym z ważniejszych wydarzeń obchodów 600-lecia lokacji miasta był występ orkiestry 7 maja 1946 r. w sali nowo otwartego Pomorskiego Domu Sztuki przy ul. Gdańskiej 20. Wiosną i latem 1946 r. orkiestra grała kilka koncertów z udziałem znanych polskich pianistów: Stanisława Szpinalskiego, Zdzisława Drzewieckiego, czy też skrzypaczki Ireny Dubiskiej, w ramach Festiwalu Muzyki Polskiej. Jesienią 1946 r. wprowadzono nową nazwę zespołu: Pomorska Orkiestra Symfoniczna i rozszerzono jego działalność (koncerty symfoniczne, poranki, koncerty popularne, terenowe). Zespół ten pod kierunkiem Arnolda Rezlera, potem Mieczysława Tomaszewskiego, przy współpracy dyrygentów Olgierda Straszyńskiego, Edwarda Burego, Tadeusza Wilczaka, Jerzego Procnera i Romana Mackiewicza docierał z muzyką klasyczną, romantyczną i współczesną do mieszkańców województwa pomorskiego. Realizował symfoniczny, długofalowy program koncertowy w Bydgoszczy, Toruniu, Inowrocławiu i Włocławku, uczestniczył w wykonawstwie operomontaży i dzieł kantatowo-oratoryjnych.
Z dniem 1 stycznia 1953 roku Pomorska Orkiestra Symfoniczna została upaństwowiona i przyjęła nazwę Państwowej Filharmonii Pomorskiej w Bydgoszczy. Jednocześnie Ministerstwo Kultury w Warszawie uznało w tej sytuacji za zbędne istnienie w Bydgoszczy drugiej orkiestry symfonicznej przy Rozgłośni Polskiego Radia. W konsekwencji Arnolda Rezlera wraz z częścią Radiowej Orkiestry Symfonicznej przeniesiono do Filharmonii Narodowej w Warszawie. Ostoją muzyki na najwyższym poziomie w Bydgoszczy pozostała Filharmonia Pomorska, dla której w latach 1954–1958 zbudowano nowy okazały budynek. Orkiestry i zespoły powstałe przy tej placówce stały się na długie lata muzyczną wizytówką Bydgoszczy i regionu, koncertując w Polsce i na świecie, nagrywając płyty, wykonując prawykonania polskich współczesnych kompozytorów.
Oprócz zawodowych Orkiestr Filharmonii, Capelli Bydgostiensis i Opery bydgoskiej, istniały także orkiestry półzawodowe i amatorskie: Orkiestra ZNTK, będąca kontynuatorką tradycji kolejarzy z okresu międzywojennego, Orkiestra Reprezentacyjna Pomorskiego Okręgu Wojskowego, kilka orkiestr szkolnych z najpopularniejszą Orkiestrą Zespołu Szkół Elektronicznych kierowaną przez Leona Eliasza, orkiestry akademickie szkół muzycznych w Bydgoszczy. Po 1990 r. powstało kilka nowych zespołów kameralnych i symfonicznych, z których wyróżnia się m.in. Orkiestra Symfoników Bydgoskich, Kwartet Pomorski i inne.

## Przegląd orkiestr

### Zawodowe
- Orkiestra Symfoniczna Filharmonii Pomorskiej (zał. 1953) – 90-osobowa orkiestra wywodząca się z Miejskiej Orkiestry Symfonicznej (1936) i Pomorskiej Orkiestry Symfonicznej (1946)
- Orkiestra Opery Nova (zał. 1963)

### Akademickie i szkolne
- Akademicka Orkiestra Symfoniczna (zał. 1976)
- Orkiestra Kameralna Accademia dell’arco (zał. 1989)
- Orkiestra Symfoniczna Zespołu Szkół Muzycznych w Bydgoszczy (zał. 1939)
- Varius Quartet (zał. 2009)

### Kameralne
- Capella Bydgostiensis (zał. 1962)
- Kwartet Pomorski (zał. 1958)
- Laboratoire de la Musique – zespół działający od 2009 roku, specjalizujący się w muzyce baroku
- Triumphal Brass Quintet – założony w 2001 r. zespół muzyków Filharmonii Pomorskiej i Opery Nova; w repertuarze znajduje się muzyka dawna (renesans, barok, klasycyzm, romantyzm), jak i współczesna, rozrywkowa i filmowa

### Młodzieżowe
- Jazz Big Band ’75 przy Pałacu Młodzieży w Bydgoszczy (zał. 1975)
- Młodzieżowa Orkiestra Salonowa Junior PIK (zał. 1994)
- Orkiestra Zespołu Szkół Elektronicznych (zał. 1968) – jedna z najpopularniejszych dętych orkiestr szkolnych w Bydgoszczy
- Orkiestra Zespołu szkół Mechanicznych nr 1
- Orkiestra Zespołu Szkół Budowlanych

### Inne
- Orkiestra Salonowa im. Johanna Straussa zwana także Orkiestrą Symfoników Bydgoskich Marka Czekały (zał. 1995) – bydgoska orkiestra specjalizująca się w wykonawstwie muzyki rozrywkowej, a zwłaszcza muzyki salonowej starego Wiednia. Występuje zarówno w składzie kilkuosobowym (zespół kameralny), jak i w charakterze kilkudziesięcioosobowej orkiestry symfonicznej
- Orkiestra Reprezentacyjna Pomorskiego Okręgu Wojskowego, od 2012 r. Orkiestra Wojskowa w Bydgoszczy – orkiestra złożona z żołnierzy muzyków garnizonu bydgoskiego, w latach 1950–2012 jedna z kilku orkiestr reprezentacyjnych okręgów wojskowych w kraju
- Orkiestra Kolejowa – orkiestra dęta (20-45 muzyków) istniejąca w latach 1920–1939 założona przez kolejarzy węzła bydgoskiego i warsztatów głównych I klasy; w latach 30. uznawana była za najlepszą orkiestrę cywilną w Bydgoszczy, zyskała miano Reprezentacyjnej Orkiestry KPW – DOKP Gdańsk; w 1930 r. przemianowano ją na Orkiestrę Kolejowego Przysposobienia Wojskowego; jej następczynią była Kolejowa Orkiestra Dęta (1940–1944), a od 1945 r. – orkiestra ZNTK – Zakładów Naprawczych Taboru Kolejowego[8].
- Orkiestra Muzyków Bydgoskich „Emband” (zał. 1995)
- Sinfonietta Bydgoska – dyrygent Maciej Niesiołowski
- Zespół Pieśni i Tańca Ziemi Bydgoskiej – założony w 1958 r. zespół taneczno-muzyczny złożony z chóru, orkiestry i baletu; jedna z wizytówek bydgoskiej kultury.

## Orkiestry historyczne, nieistniejące
- Orkiestra Dęta 61 Pułku Piechoty Wielkopolskiej – jedna z najokazalszych orkiestr wojskowych w Bydgoszczy międzywojennej (40-70 osób); istniała od marca 1919 r. (zał. podczas Powstania Wielkopolskiego) do września 1939 r.; współpracowała z Teatrem Miejskim w wystawianiu spektakli operowych i operetkowych, grała w czasie wszystkich uroczystości pułkowych, miejskich, państwowych i w wielu uroczystościach kościelnych; brała udział w prawie wszystkich uroczystościach, które odbywały się w Teatrze Miejskim, w Strzelnicy przy ul. Toruńskiej 30 i innych salach; koncertowała dwa razy w tygodniu dla mieszkańców Bydgoszczy; do stałych imprez muzycznych należały spotkania „czwartkowe” na placu Wolności, na bydgoskich „śluzach”, koncerty leśne w Smukale oraz w czasie trwania regat wioślarskich w Brdyujściu; grała w Bydgoszczy i Wyrzysku w czasie defilad z udziałem marszałka Edwarda Rydza-Śmigłego oraz w Cieszynie w czasie defilady po zajęciu Zaolzia w 1938 r.[9]
- Orkiestra Dęta 62 Pułku Piechoty Wielkopolskiej – jedna z czołowych dętych orkiestr wojskowych w Bydgoszczy międzywojennej (ok. 40 osób); istniała od marca 1918 r. (zał. podczas Powstania Wielkopolskiego) do września 1939 r.; prowadzona przez por. Stanisława Grabowskiego grała w czasie defilad, uroczystości pułkowych, dywizyjnych i ogólnopolskich, jakie miały miejsce w Bydgoszczy; w sezonie letnim grywała w restauracjach ogrodowych w Rynkowie, Smukale, Grabinie w Koronowie, a przez cały rok w Kawiarni Teatralnej[10].
- Orkiestra Dęta Szkoły Podoficerskiej Lotnictwa dla Małoletnich – orkiestra dęta istniejąca w latach 1930–1938, złożona z uczniów szkoły podoficerskiej lotnictwa[10].
- Orkiestra Szkoły Podchorążych dla Podoficerów – orkiestra dęta istniejąca w latach 1921–1938, złożona z 15-20 podchorążych; zorganizował ją i prowadził Zygmunt Urbanyj wspólnie z chórem szkoły[11];
- Orkiestry Związków Wojskowych i Powstańczych – kilka orkiestr dętych założonych w latach 20. przez Związek Powstańców i Wojaków, Towarzystwo „Macierz”, Związek Inwalidów Rzeczypospolitej Polskiej, Związek Strzelecki, Związek Legionistów Polskich i inne organizacje; istniały do wybuchu II wojny światowej[12].
- Orkiestra Dęta „Sokoła” V Wilczak-Okole – orkiestra dęta istniejąca w latach 1924–1939 przy gnieździe Polskiego Towarzystwa Gimnastycznego Sokół Bydgoszcz Wilczak-Okole[13].
- Orkiestra Teatralna Deutsche Bühne – 20-osobowa orkiestra, zapewniająca oprawę muzyczną spektakli teatralnych, operetek i wodewili wystawianych przez Deutsche Bühne (Scenę Niemiecką) w Bydgoszczy; orkiestra istniała w latach 1920–1939; złożona była z muzyków niemieckich i polskich[14].
- Orkiestra Dęta Tramwajarzy – orkiestra istniejąca w latach 1930–1938 przy Przedsiębiorstwie Miejskim – Tramwaje w Bydgoszczy; grała w składzie 40 muzyków na uroczystościach miejskich, zakładowych i kościelnych, występowała w Strzelnicy przy ul. Toruńskiej 30, w sali Kleinerta przy ul. Wrocławskiej 7, w ogrodzie Patzera przy ul. Świętej Trójcy 31-33 oraz na wycieczkach i majówkach (Rynkowo, Opławiec, Smukała); współzałożycielem zespołu i dyrygentem był klarnecista Bronisław Sieradzki[15].
- Orkiestra Dęta Kolejowego Przysposobienia Wojskowego Kapuściska Małe – 50-osobowa orkiestra dęta zorganizowana w 1933 r. przez pracowników Francusko-Polskiego Towarzystwa Kolejowego, posiadającego magazyn zasobów kolejowych i parowozownię na Kapuściskach Małych w Bydgoszczy; jej mecenasem był dyrektor F-PTK inż. Jan Getler-Girtler[16].
- Smyczkowa Orkiestra Szkolna – jedyna w Bydgoszczy międzywojennej orkiestra żeńska, złożona z uczennic Prywatnego Seminarium Nauczycielskiego Żeńskiego przy ul. Podolskiej; jej kierownikiem i dyrygentem był Zygmunt Urbanyj; grało w niej na skrzypcach 37-40 dziewcząt, które koncertowały w aulach różnych szkół, w „Strzelnicy” i wielu innych miejscach[17].
- Orkiestra Stadttheater – orkiestra symfoniczna (40-50 muzyków) istniejąca w latach 1940–1944 w Teatrze Miejskim w Bydgoszczy podczas okupacji niemieckiej; jej dyrektorem był Heinrich Voigt, przybyły do Bydgoszczy z Rygi, a kierownikiem Walter Schumacher; urządzała koncerty symfoniczne oraz oprawę spektakli muzycznych (opery, operetki); występowała pod nazwą Miejskiej Orkiestry Symfonicznej[18].
- Kolejowa Orkiestra Dęta – orkiestra dęta działająca przy Warsztatach Kolejowych w Bydgoszczy w latach 1940–1944[19].
- Orkiestra Symfoniczna Polskiego Radia w Bydgoszczy – istniejąca w latach 1945–1955 50-osobowa orkiestra symfoniczna pod kierownictwem Arnolda Rezlera; znana i ceniona na ogólnopolskiej antenie radiowej oraz za granicą, wizytówka artystyczna Bydgoszczy w latach 40. i 50. XX w.[20]
- Orkiestra Dęta Miejskich Zakładów Komunikacyjnych – istniejąca w latach 1945–1950 orkiestra dęta zorganizowana przez pracowników MZK; nawiązywała do tradycji zespołu bydgoskich „Tramwajarzy”[21].
- Orkiestra Dęta „Służby Polsce” – orkiestra dęta istniejąca w latach 1948–1956 przy Wojewódzkiej Komendzie „Służby Polsce” w Bydgoszczy[13].
- Orkiestra Estradowa Zakładów Naprawczych Taboru Kolejowego – 18-osobowa orkiestra dęta istniejąca w latach 1950–1980; grało w niej wielu muzyków przedwojennych orkiestr wojskowych i kolejowych[22].
- Orkiestra Promenadowa – orkiestra dęta (20 muzyków) założona w 1980 r. przez bydgoskiego muzyka Andrzeja Michalskiego; koncertowała do 1995 r. zarówno w Bydgoszczy (Myślęcinek, Muszla Koncertowa w parku Ludowym, Stary Rynek, kawiarnie), jak i w miejscowościach kuracyjnych: Inowrocławskim Parku Zdrojowym i Ciechocinku; jej następczynią została Orkiestra im. J. Straussa pod dyrekcją Marka Czekały[23].
- Zespół Rozrywkowy Filharmoników Bydgoskich – założony w 1975 r. ok. 10-osobowy zespół instrumentalny złożony z muzyków bydgoskiej orkiestry symfonicznej i operowej; repertuar zawierał aranżacje muzyki poważnej, muzykę rozrywkową, operetkową oraz hity i przeboje muzyki filmowej i estradowej; zespół długo występował za granicą (Niemcy) pod nazwą „Pro Musica”[24].